# Titanic Belfast
Le Titanic Belfast est un monument touristique et un musée rendant hommage au RMS Titanic qui a sombré, le 15 avril 1912, dans l'Atlantique Nord. Le bâtiment est situé à Belfast en Irlande du Nord sur l'ancien chantier Harland & Wolff où a été construit le Titanic. Il a été inauguré le 31 mars 2012 pour le centenaire du naufrage.

## Histoire du musée
Le bâtiment est situé en Irlande du Nord sur le Queen Island, à l'entrée de Belfast Lough. Il a été utilisé pendant de nombreuses années par les constructeurs navals Harland et Wolff, qui ont construit d’énormes cales de halage et des quais pour permettre la construction simultanée de l'Olympic et du Titanic . Le déclin de la construction navale à Belfast a laissé une grande partie de la région en ruine. La plupart des structures de l'île ont été démolies. Un certain nombre de caractéristiques patrimoniales ont été classées, y compris les cales de gravure et les quais Olympic et Titanic, ainsi que les emblématiques grues Samson et Goliath.
Le terrain abandonné a été rebaptisé "Titanic Quarter (en)" en 2001. Harcourt Developments a ensuite acheté les droits de développement sur 185 demi-hectares pour un coût de 47 millions de £. La construction du musée a coûté 120 millions d'euros Le musée vise à attirer plus de touristes à Belfast.

## Attractions

### The Titanic Experience
The Titanic Experience est le nom donné à la principale partie de la visite, à savoir le musée en lui-même. Organisé en 24 salles, il retrace la construction, le lancement et le voyage du Titanic, ainsi que les travaux de recherche menés dans l'Atlantique.

### SS Nomadic
Situé dans les quais de Belfast, le SS Nomadic est un bateau qui avait été emmené à Cherbourg afin de servir de navette entre le port et le Titanic. Il est possible de le visiter.